# 藤本奎詩
藤本奎詩(ふじもと けいし、2001年9月7日 - )は、兵庫県出身のサッカー選手。ヴェロスクロノス都農所属。ポジションはディフェンダー（DF）。

## 経歴
伊丹FCでサッカーを始める。
高校から中央学院高校へ進学。高校時代は選手権に出場する事は叶わなかったが、ドリブルの技術を磨いていった。
高校卒業後は東海学園大学へ進学。2年次からメンバーに選ばれ、3年次にはデンソーカップ茨城大会の東海選抜に選ばれた。
2023年11月10日、2024シーズンからのテゲバジャーロ宮崎への加入内定が発表された。
2024年5月25日、天皇杯1回戦・川副クラブ戦にて公式戦デビュー。
同年12月24日、同じ宮崎県内のヴェロスクロノス都農へ育成型期限付き移籍する事が発表された

## 所属クラブ
- 伊丹FC
- 中央学院高校
- 東海学園大学
- 2024年 -  テゲバジャーロ宮崎
  - 2025年 -  ヴェロスクロノス都農(育成型期限付き移籍)

## 個人成績
| 国内大会個人成績 | 国内大会個人成績 | 国内大会個人成績 | 国内大会個人成績 | 国内大会個人成績 | 国内大会個人成績 | 国内大会個人成績 | 国内大会個人成績 | 国内大会個人成績 | 国内大会個人成績 | 国内大会個人成績 | 国内大会個人成績 |
| 年度             | クラブ           | 背番号           | リーグ           | リーグ戦         | リーグ戦         | リーグ杯         | リーグ杯         | オープン杯       | オープン杯       | 期間通算         | 期間通算         |
| 年度             | クラブ           | 背番号           | リーグ           | 出場             | 得点             | 出場             | 得点             | 出場             | 得点             | 出場             | 得点             |
| 日本             | 日本             | 日本             | 日本             | リーグ戦         | リーグ戦         | リーグ杯         | リーグ杯         | 天皇杯           | 天皇杯           | 期間通算         | 期間通算         |
| ---------------- | ---------------- | ---------------- | ---------------- | ---------------- | ---------------- | ---------------- | ---------------- | ---------------- | ---------------- | ---------------- | ---------------- |
| 2024             | 宮崎             | 29               | J3               | 0                | 0                | 0                | 0                | 1                | 0                | 1                | 0                |
| 通算             | 日本             | 日本             | J3               | 0                | 0                | 0                | 0                | 1                | 0                | 1                | 0                |
| 総通算           | 総通算           | 総通算           | 総通算           | 0                | 0                | 0                | 0                | 1                | 0                | 1                | 0                |

- 公式戦初出場 - 2024年5月25日 天皇杯1回戦 川副クラブ戦(いちご)

## 選抜暦
- 2023年デンソーカップ東海選抜

## 注脚
1. ↑  “[MOM2870中央学院DF藤本奎詩(3年)_左利きの右SB、ダブルタッチで決勝PK獲得]” (2019年5月11日). 2024年5月26日閲覧。
2. ↑  “[デンチャレ東海選抜メンバー]” (2023年2月27日). 2024年5月26日閲覧。
3. ↑  『東海学園大学 藤本奎詩選手 2024年シーズン加入内定のお知らせ』（プレスリリース）テゲバジャーロ宮崎、2023年11月10日。2024年5月26日閲覧。
4. ↑  『藤本奎詩選手 ヴェロスクロノス都農へ育成型期限付き移籍のお知らせ』（プレスリリース）2024年12月24日。2024年12月25日閲覧。